# Чикин (Аљаска)
Чикин (енгл. Chicken) насељено је место без административног статуса у америчкој савезној држави Аљаска.

## Демографија
По попису из 2010. године број становника је 7, што је 10 (-58,8%) становника мање него 2000. године.
| Група             | 2000.       | 2010.     |
| Белци             | 17 (100,0%) | 6 (85,7%) |
| Афроамериканци    | 0 (0,0%)    | 0 (0,0%)  |
| Азијати           | 0 (0,0%)    | 0 (0,0%)  |
| Хиспаноамериканци | 0 (0,0%)    | 1 (14,3%) |
| Укупно            | 17          | 7         |